# Várzea Nova (Santa Rita)
Várzea Nova é um distrito do município de Santa Rita, no estado brasileiro  da Paraíba. Um dos maiores distritos do estado, Várzea Nova conta hoje com mais de 35 mil habitantes, o que representa em torno de um terço dos 120 mil moradores que vivem em Santa Rita, segundo estimativas do censo demográfico feito em 2010 pelo Instituto Brasileiro de Geografia e Estatística (IBGE), tornando-o na prática maior do que mais de 140 cidades paraibanas.
De sua população, 12.107 mil são eleitores em 2011, segundo o Tribunal Regional Eleitoral da Paraíba. Seu Código de Endereçamento Postal (CEP) é 58304-500.

## História
A história do distrito está intimamente ligada à história da cidade de Santa Rita e de toda Várzea Paraibana. Na década de 1580 foi construído nas proximidades de onde hoje fica os bairros de Várzea Nova e Tibiri Fábrica o Engenho Real Tibiry, às margens do rio de mesmo nome (Rio Tibiri). Era um engenho de grande desempenho e alta tecnologia para a época, movido a água. A região era paragem obrigatória para tropas com mercadorias e exploradores que circulavam entre a capital e o interior do estado.
No livro Descrição Geral da Capitania da Paraíba, escrito entre 1636 e 1644 por Elias Herckmans, há a seguinte citação sobre a fértil várzea de aluviões onde Várzea Nova está assentada:
Entre o [rio] Tibiri e o Paraíba fica uma pequena várzea que, na sua parte mais larga, mede apenas meia légua, isto é, desde os mencionados engenhos até onde as águas dos dois rios se confundem. É em geral terra para cana e de cana está plantada.
Em 1745 o jesuíta italiano Gabriel Malagrida, voltando por terra ao Maranhão após concluir viagem ao Recife, chega à Paraíba e inicia algumas missões. Em Várzea Nova, reconstrói com a ajuda do povo o Seminário de São Gonçalo, igreja a qual não mais existe. Tal visita consta do Dicionário corográfico do estado da Paraíba, escrito pelo historiador Coriolando de Medeiros na década de 1940, no qual há a seguinte citação sobre o fato:
(...) [Várzea Nova] foi antiga aldeia de tabajaras. Em 1745 o jesuíta Gabriel Malagrida deu-lhe certo incremento, reedificando-lhe a igreja, atraindo habitantes com a assistência que ali fez. Conta mais de trezentos habitantes que se entregam à pesca e à agricultura. (...).

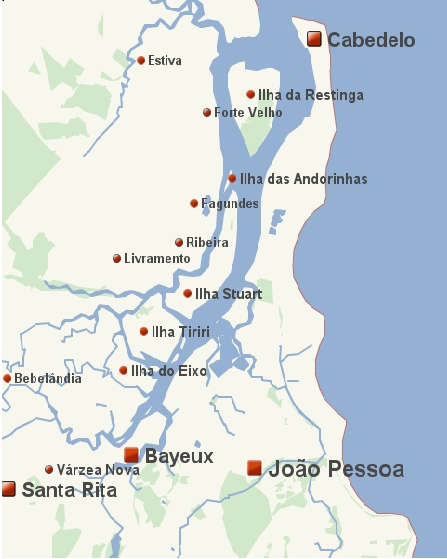
Localização de Várzea Nova na região da foz do rio Paraíba

Em 28 de dezembro de 1883 é inaugurada na Paraíba, pela Conde D'Eu Railway Company Limited (atual CBTU), a Estação Ferroviária do Tibiri (atual Estação de Várzea Nova). Pela estação, até a década de 1970, passavam trens de passageiros de longa distância que ligavam João Pessoa, Campina Grande, Recife e Natal.

## Geografia
A região apresenta clima do tipo tropical quente e úmido, com chuvas regulares durante o período de inverno, que vai de fevereiro a agosto. A precipitação média é de 2.000 mm ao ano.
Várzea Nova se assenta predominantemente sobre a planície de aluvião da Várzea Paraibana e seu perímetro territorial é cortado pelos rios Preto e pelo Paraíba. As marés deste último sobem até a localidade, que dista trinta quilômetros de sua foz.

## Características gerais

### Urbanização

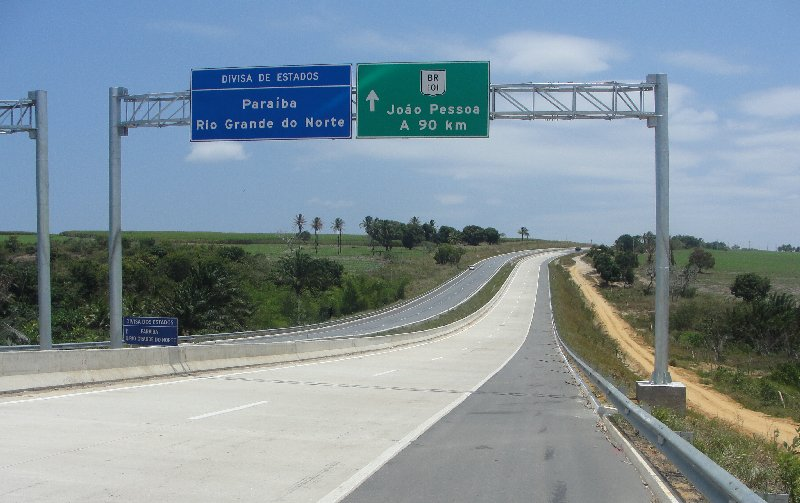
Trecho da BR-101, rodovia que passa por Várzea Nova

Várzea Nova possui um comércio relevante, com mais de 80 empresas inscritas na Secretaria de Finanças do Estado da Paraíba, afora o comércio informal existente. O distrito apresenta cerca de 2.300 moradias.
Muitas das ruas da região urbana estão esburacadas, com esgoto correndo a céu aberto e lixo em consequência da falta de infraestrutura urbana adequada. Tal ausência de saneamento básico já levou o Ministério Público da Paraíba a instaurar inquérito civil público para cobrar providências aos governos estadual e municipal. Para sanar isso, no inicio de 2013 iniciaram-se obras de esgotamento no distrito, as quais devem ser entregues em dezembro do mesmo ano. De acordo com a Companhia de Água e Esgotos da Paraíba (Cagepa), serão investidos mais de R$ 4 milhões de reais.
Suas principais vias urbanas são a Rua da Alegria, a Rua Coronel Mendes Ribeiro, a Rua da Mangueira e a Avenida Thirso Furtado. O distrito conta com seis praças urbanas para recreação e a feira livre da Rua da Alegria.

### Educação
Segundo dados de 2006, o distrito dispõe de duas escolas estaduais, cinco escolas municipais e duas escolas privadas, além de três creches urbanas.

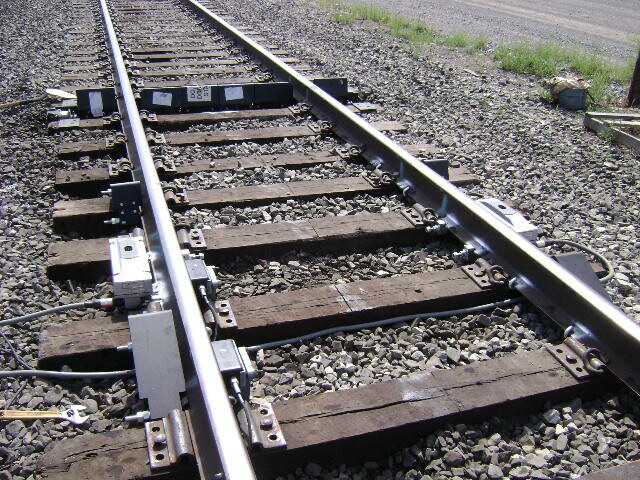
A linha da CBTU cruza Várzea Nova, que possui estação de trem

### Saúde
Até 2006, Várzea Nova contava com um Centro de Saúde e um Centro de Atendimento Psicossocial (CAPs), três Programas Saúde da Família (PSF) e duas farmácias.

### Transportes
A estação ferroviária da RFFSA corta o distrito e é um importante meio de transporte para boa parte da população, e as linhas regulares de transportes urbanos que ligam Santa Rita a João Pessoa passam por Várzea Nova. O distrito é também cortado também pelas BR 230 e BR 101 e em suas proximidades está o Aeroporto Internacional Presidente Castro Pinto, que faz parte do município de Santa Rita.